# Украинец, Игорь Васильевич
Игорь Васильевич Украинец (22 января 1976) — украинский футболист, нападающий, полузащитник.

## Игровая карьера
С 1994 года играл в «Вересе». В том же году дебютировал в высшей лиге. Первый матч: 7 октября 1994 года против симферопольской «Таврии». Всего в высшей лиге — 7 игр. Основную часть карьеры провёл в командах первой и второй лиг Украины. За «Верес» сыграл 94 матча в чемпионате и 3 в Кубке Украины.